# Delonoma
Delonoma é um gênero de traça pertencente à família Agonoxenidae.